# Musée national du Soudan
Le musée national du Soudan (en arabe متحف السودان القومي) de Khartoum, la capitale, possède la plus vaste collection archéologique du pays.
Le musée inclut un bâtiment principal d’exposition, trois petits temples déplacés avant l’inondation des terres par le lac Nasser et protégés dans des hangars, et un jardin avec une reproduction miniature du Nil. Les pièces exposées proviennent notamment de la Préhistoire, l’Égypte antique, le royaume de Koush (Kerma, Napata, Méroé), la période post-méroïtique, auxquelles il faut ajouter des fresques chrétiennes de la cathédrale de Faras.

## Galerie

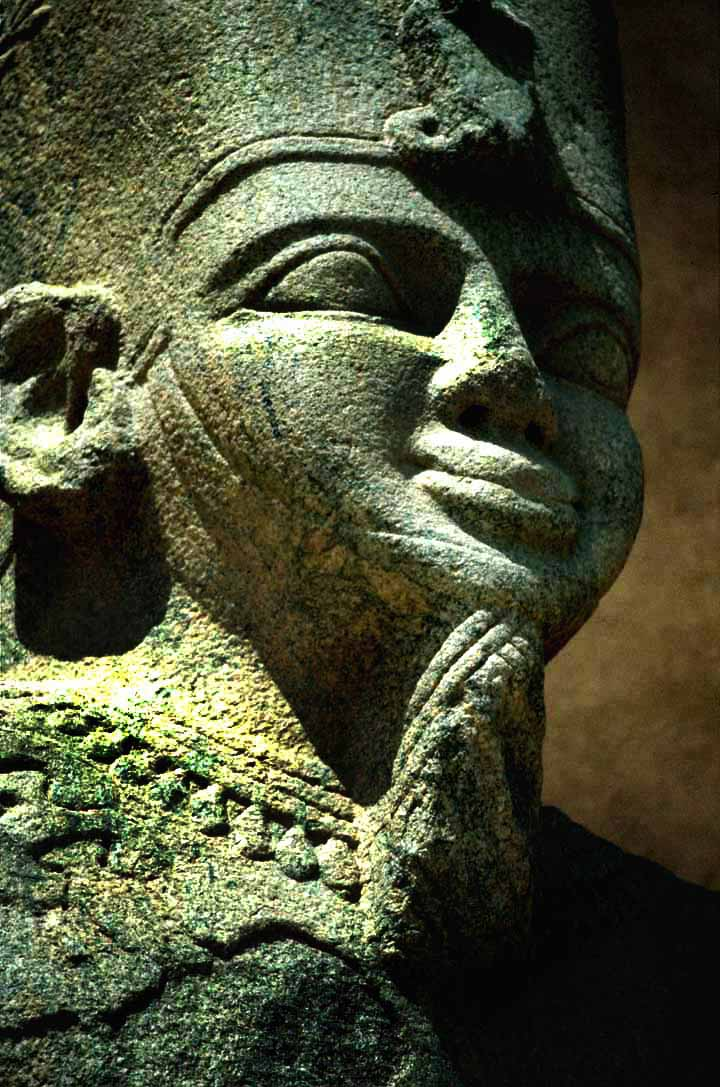
Détail d’une des deux colosses de Tabo situé à l’extérieur du bâtiment principal.
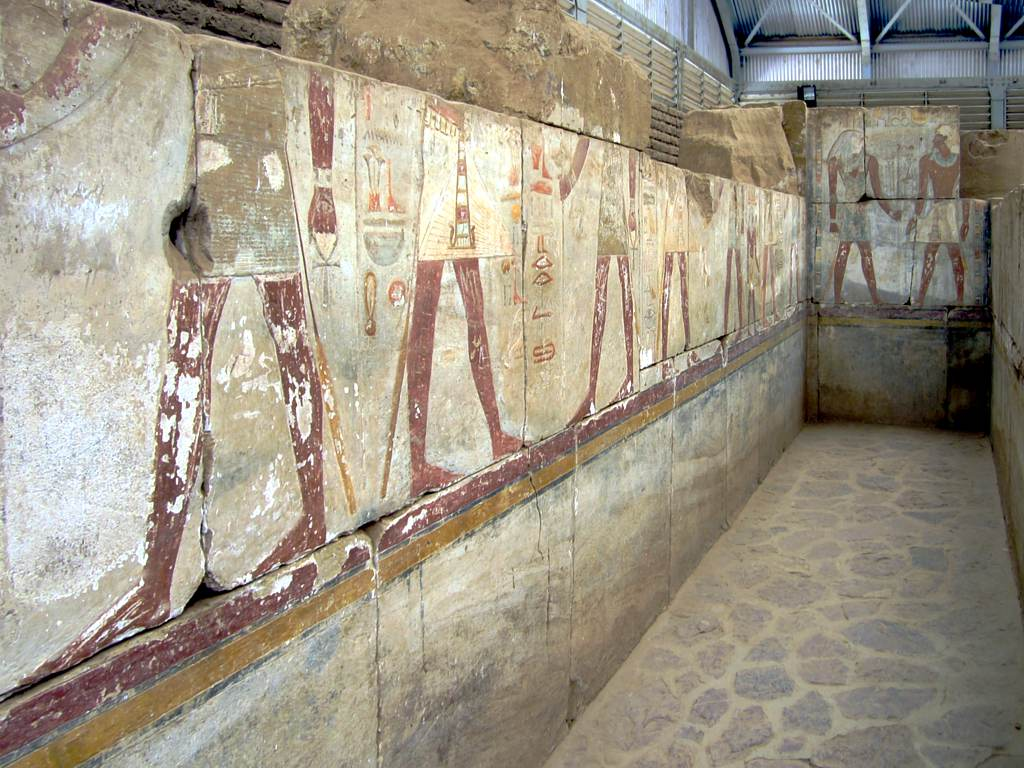
Temple de Buhen sauvé des eaux du lac Nasser, dédié à Horus et datant de la période de domination égyptienne de la Nubie
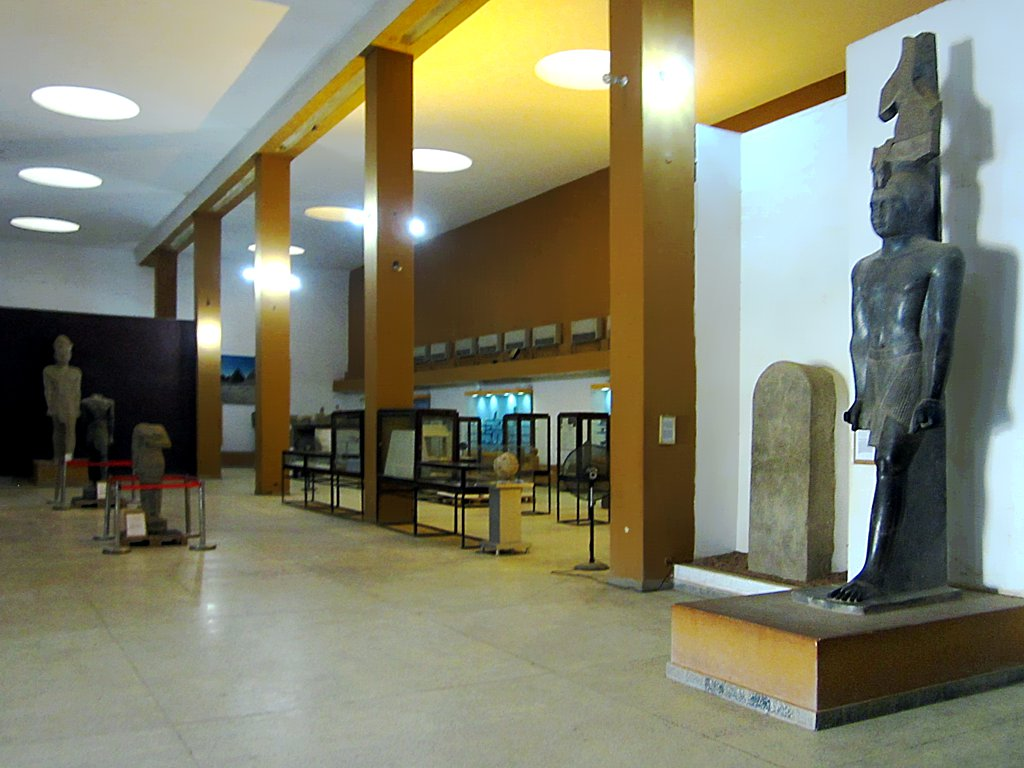
Aperçu des collections, avec la statue colossale du pharaon Taharqa retrouvée à Napata
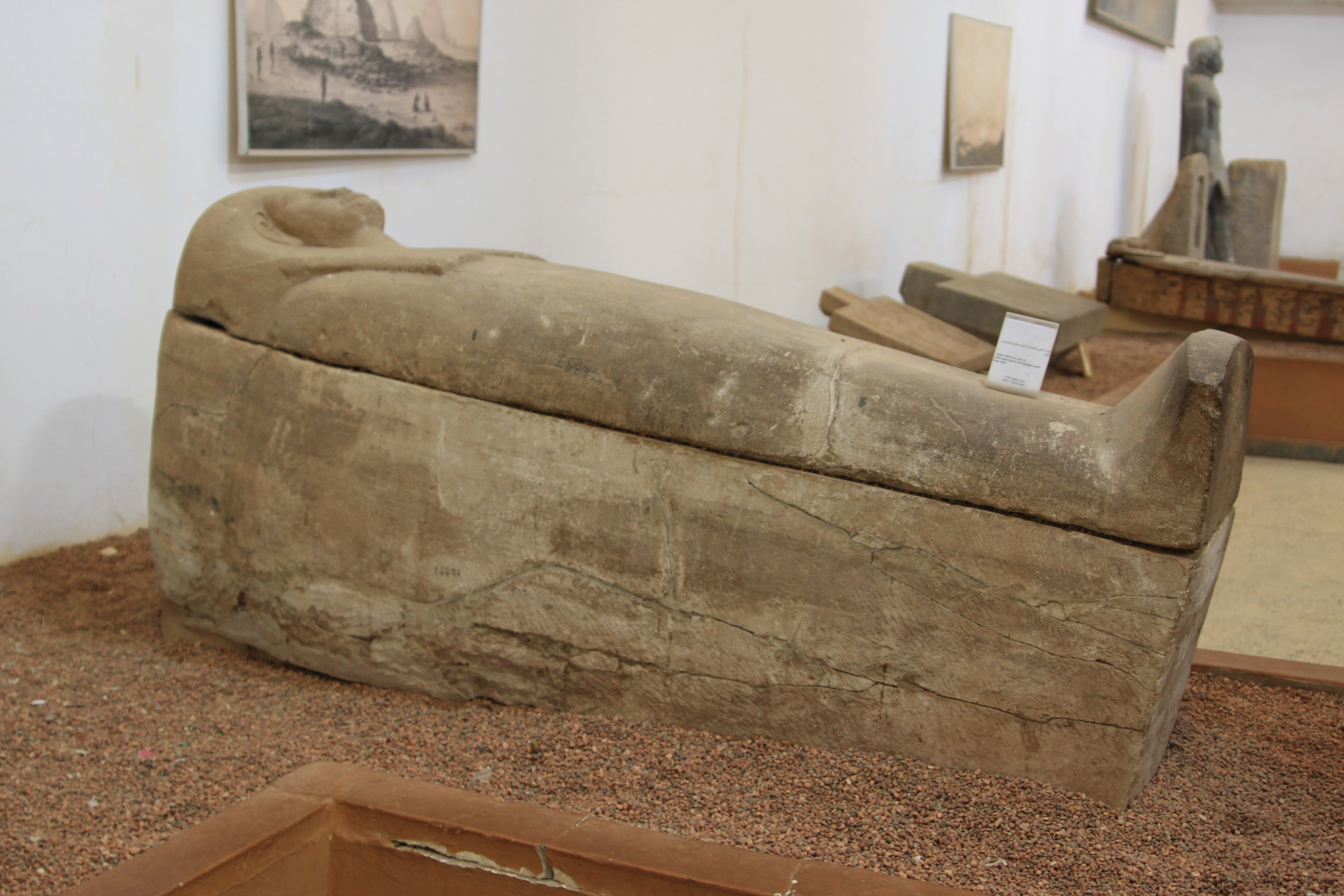
Sarcophage du temple d'Amon (Soleb)
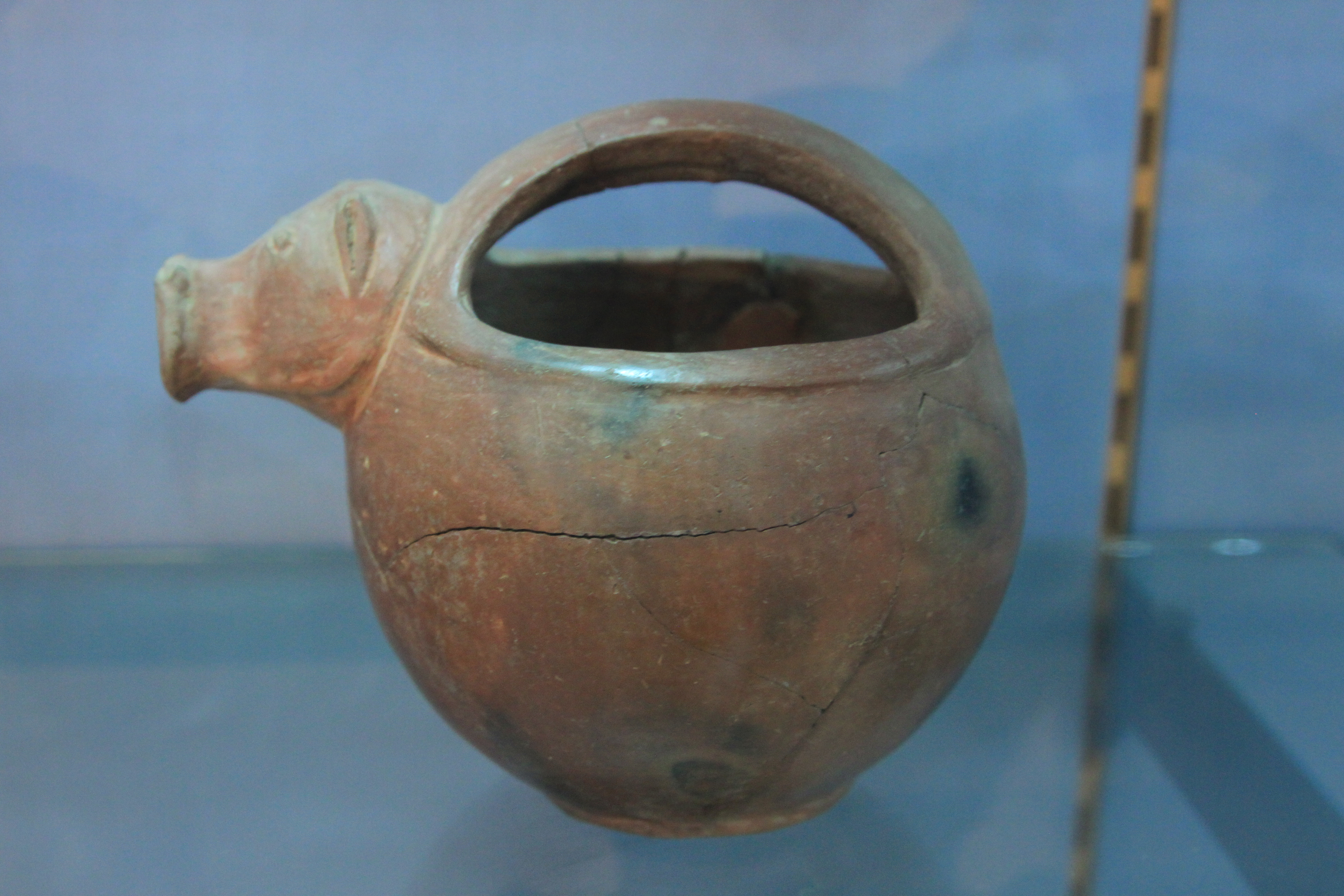
Cruche en céramique du royaume de Kerma
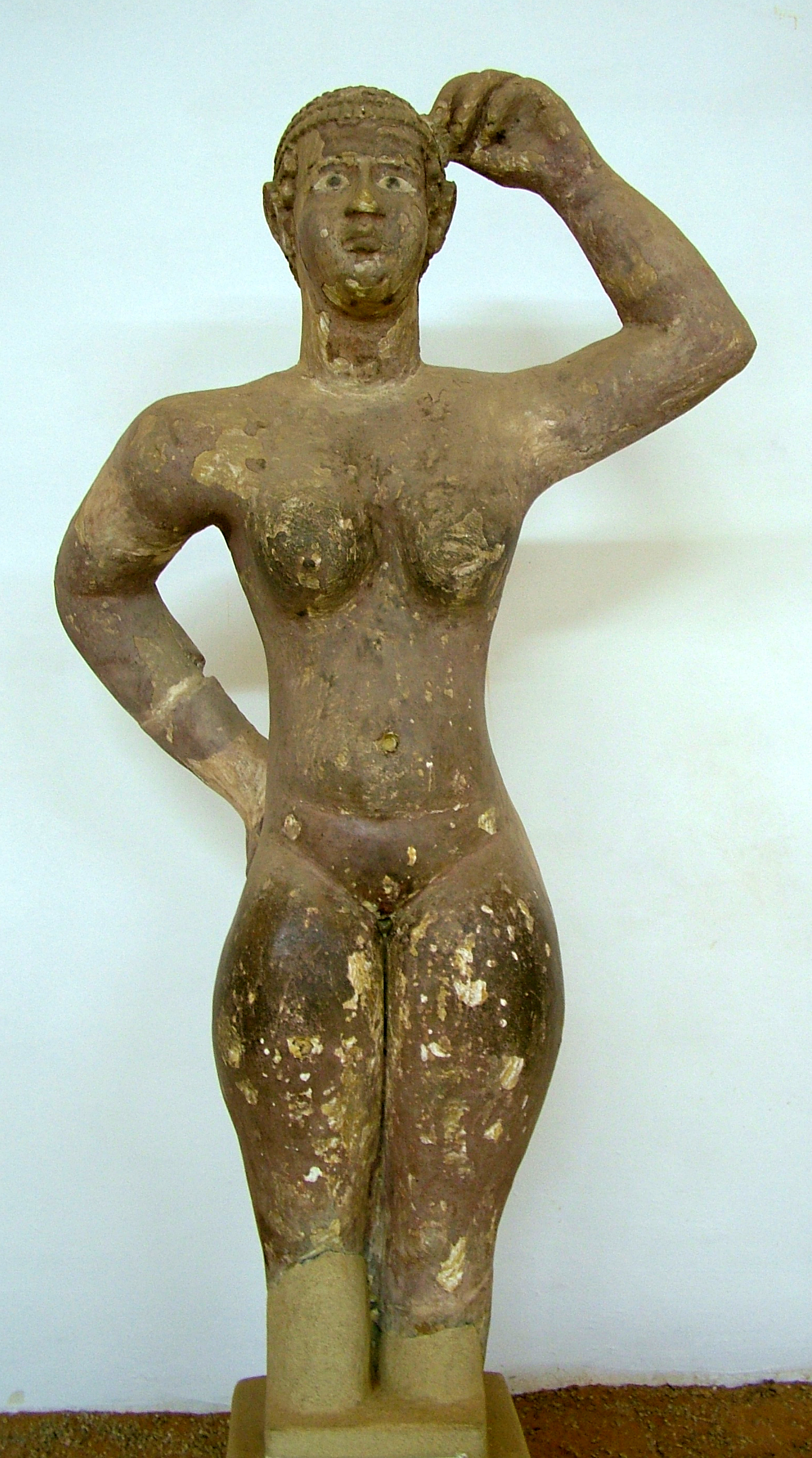
« Vénus » de Méroé
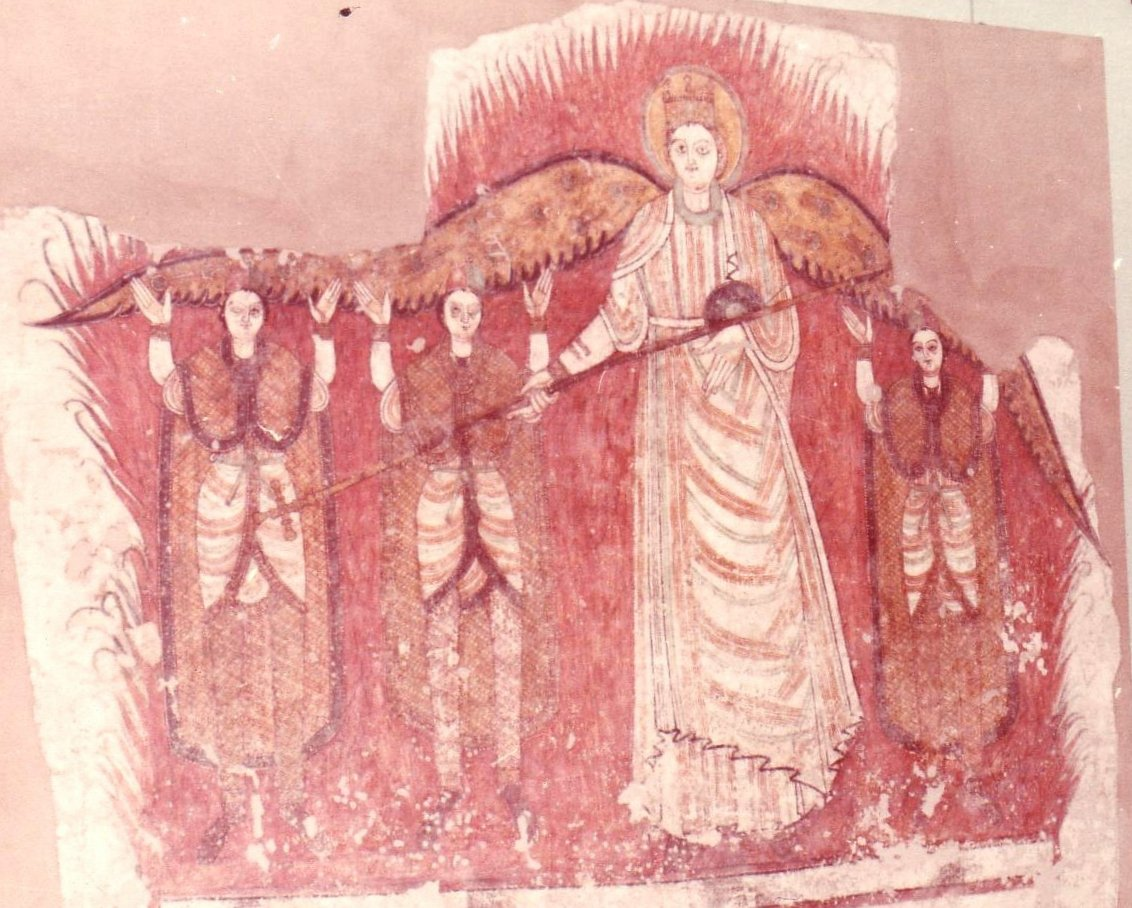
Détail de fresque de la cathédrale de Faras
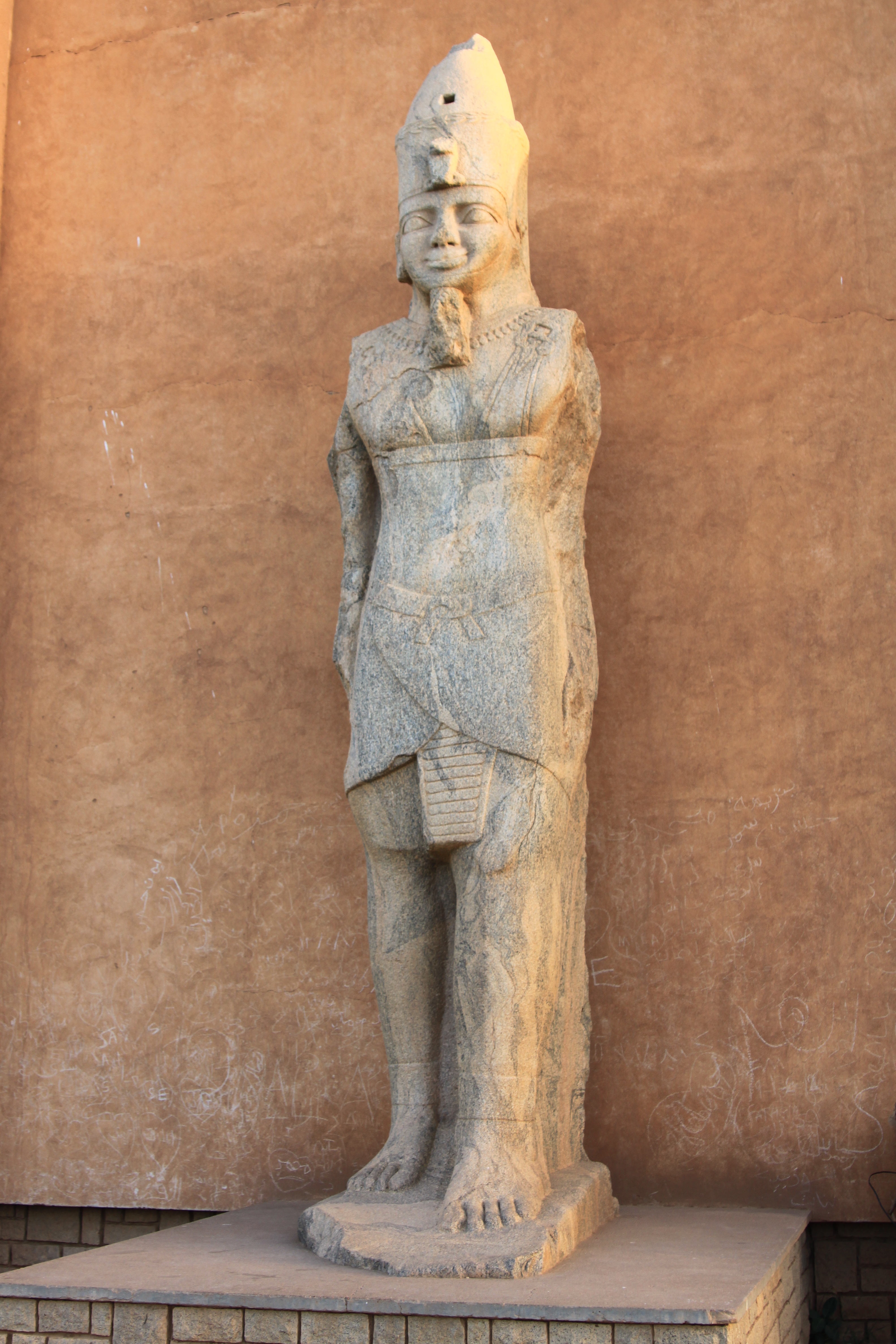
Un des deux colosses de Tabo
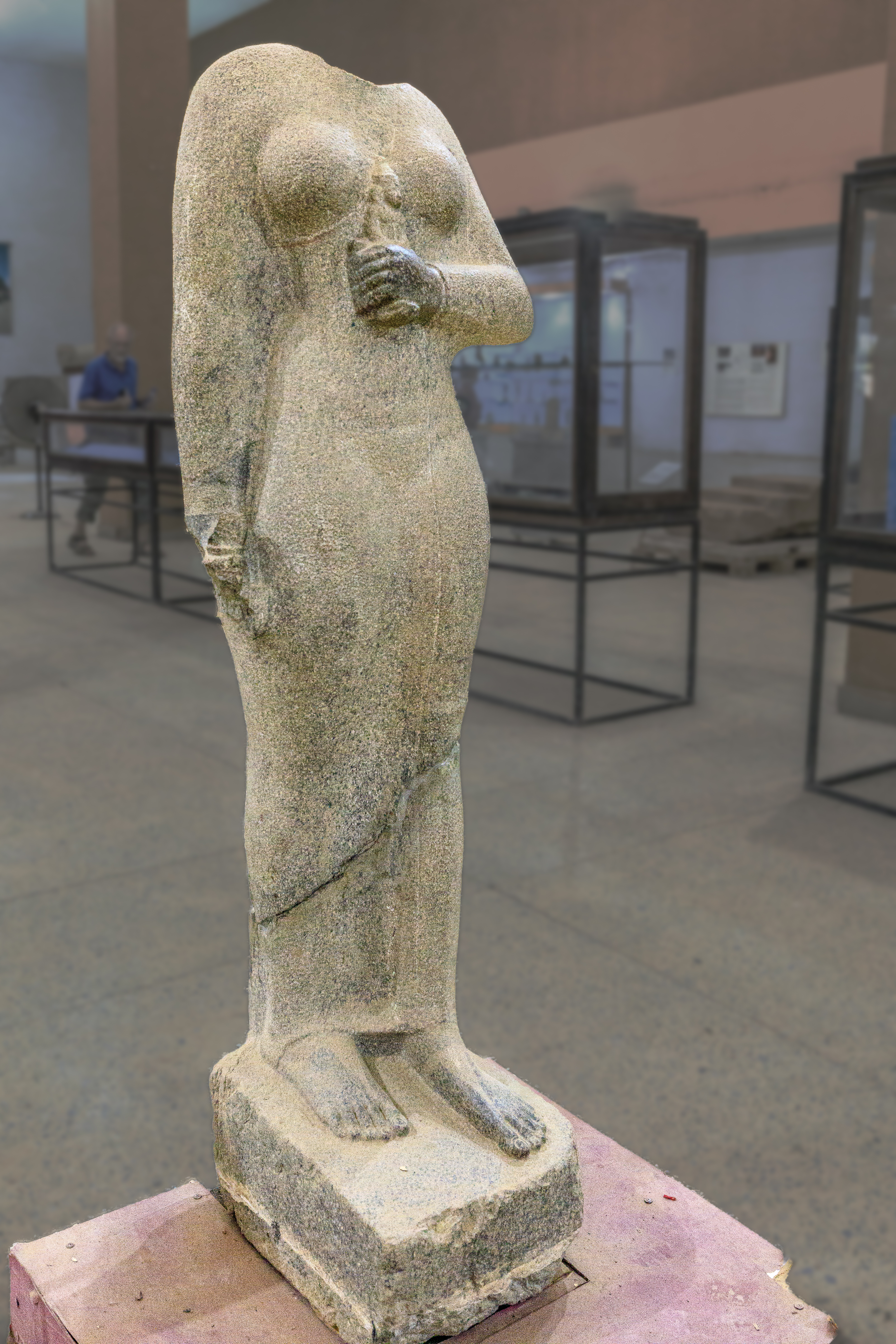
Statue de la reine Amanimalel

## Historique
Le projet de construction du musée, ébauché dans les années 1950, est achevé dans les années 1960 avec l’aide de l’UNESCO et à la suite de la création du lac Nasser en 1964 qui mettait en danger un vaste patrimoine archéologique. L’inauguration a lieu en 1971.
En novembre 2018, l'antenne de Khartoum de l'UNESCO, l'agence italienne de Coopération au Développement et le ministère de la Culture, du Tourisme et des Antiquités du Soudan lancent un projet de rénovation du musée national du Soudan. L'objectif est de réhabiliter le bâtiment, de faire évoluer l'espace d'exposition consacré à l'archéologie au Soudan et de faire du lieu un centre culturel. Le programme est initialement doté de l'équivalent d'un million de dollars par l'Italie et un demi-million de dollars par le Soudan. Les travaux prennent du retard en raison de la pandémie de Covid-19, mais une étape symbolique est franchie au début de 2023, avec le déplacement de la statue colossale du roi Taharqa vers un autre emplacement dans l'espace d'exposition.
L'état du musée à la fin de l'année 2023 est incertain à la suite de l'éclatement du conflit soudanais de 2023-2024 au printemps de la même année. En juin 2023, des articles de presse indiquent la prise du musée par les Forces de soutien rapide (RSF), et d'autres font état de pillages, en particulier de la dégradation de momies humaines conservées sur place. Ces articles s'appuient sur des vidéos, publiées sur les réseaux sociaux, qui montrent des membres des RSF interagissant avec des momies humaines. La description de ces vidéos correspond cependant à celles tournées dans un autre lieu, le Laboratoire de bioarchéologie M. Bolheim. Ce laboratoire, cofondé par le British Museum, se situe près du musée national et abrite un espace destiné à la conservation des restes humains.
L'autre source d'information utilisée concernant le musée national est constituée des images satellite de Khartoum, dont certaines semblent indiquer des dommages subis par les espaces extérieurs du musée.
Durant l'année 2024, une rumeur circule concernant plusieurs véhicules désignés comme "trucks", "large trucks" ou "pickup trucks" selon les auteurs, qui auraient été vus sur des images satellites quittant le musée et chargés d'antiquités volées, sans que la source de cette information soit clairement identifiée. En septembre 2024, les autorités soudanaises annoncent que deux des véhicules ont été interceptés à la frontière avec le Soudan du Sud. Malheureusement, seule une statue provenant du musée a été retrouvée à bord, ce qui laisse à penser que les autres objets ont déjà été mis sur le marché des antiquités volées. 
L'armée régulière reprend le contrôle de la zone en mars 2025, et une vidéo publiée sur le réseau social X par le compte Sudanese Echo montre l'extérieur du musée abîmé et l'intérieur, espaces d'exposition et réserves, dévasté et vidé de la majeure partie des artefacts. Seules les statues monumentales semblent avoir été laissées en place.